# Hyati, Koppal
Hyati là một làng thuộc tehsil Koppal, huyện Koppal, bang Karnataka, Ấn Độ.